# Steffen Zühlke
Steffen Zühlke (n. 28 aprilie 1965, Schwerin, Germania) este un canotor ce a reprezentat Republica Democrată Germană, medaliat olimpic. A participat la o ediție a Jocurilor Olimpice (1988) în care a câștigat o medalie de bronz.

## Participări
Lista de mai jos prezintă principalele competiții la care a participat Steffen Zühlke de-a lungul carierei.
- rowing at the 1988 Summer Olympics – men's quadruple sculls[*][4]